# Чечевички

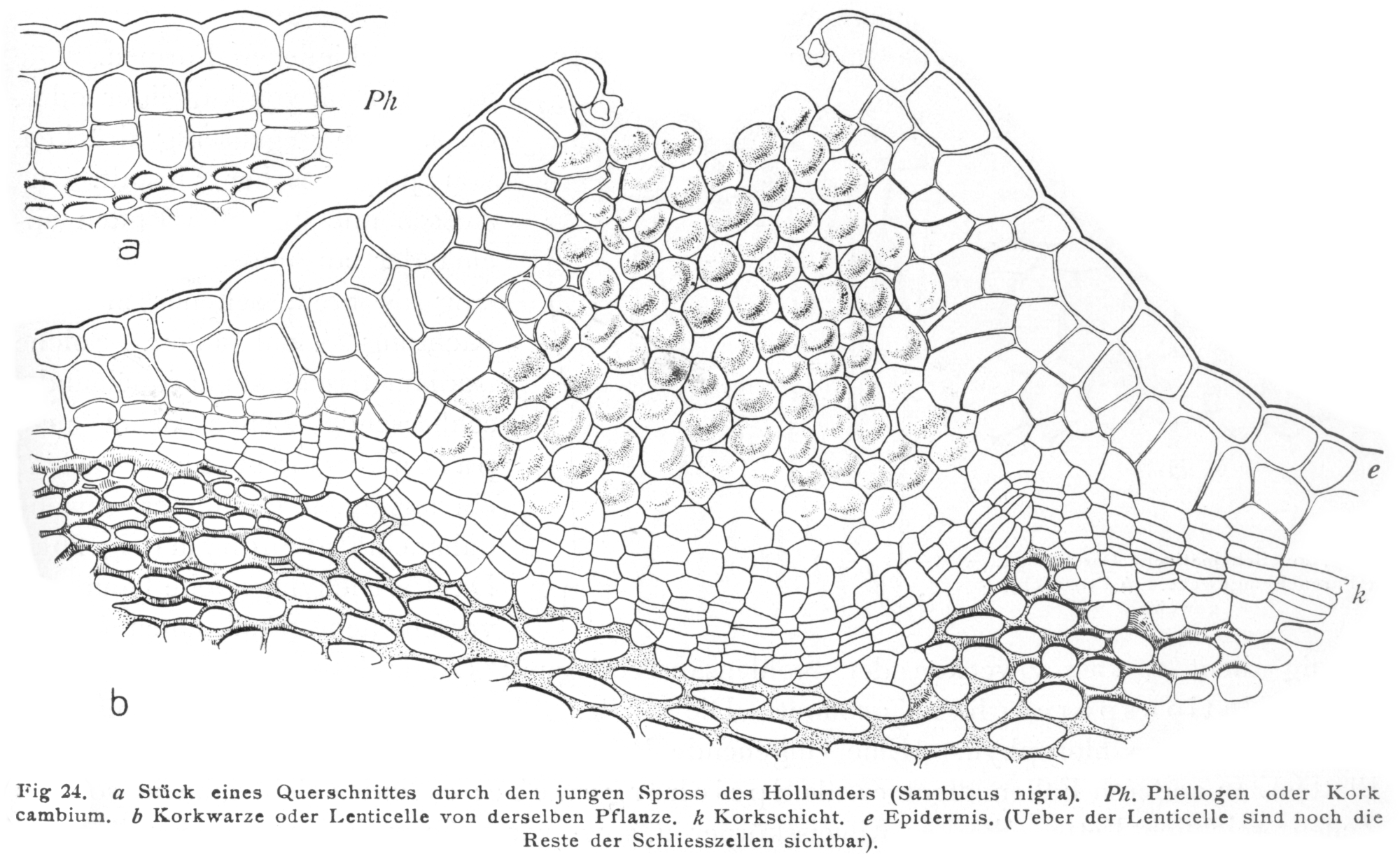
Поперечный срез молодого стебля Бузина чёрная|бузины чёрной (Sambucus nigra). а — феллоген; б — чечевичка

Чечеви́чки — образования в виде мелких бугорков, штрихов или иной формы, служащие для газообмена в стеблях с вторичной покровной тканью — перидермой, заметны на поверхности молодых ветвей.

## Строение и образование
В эпидерме газообмен идёт через устьица. Но после образования перидермы эпидерма отмирает и слущивается и функцию газообмена выполняют чечевички.
Чечевички начинают развиваться до образования перидермы. Под некоторыми устьицами из-за деления нижележащих субэпидермальных клеток возникают бугорки, приподнимающие эпидерму и разрывающие её. Клетки бугорка округлые, тонкостенные, бесцветные, разделены межклетниками. Эти клетки составляют заполняющую, или выполняющую ткань чечевички. Затем под заполняющей тканью закладывается феллоген, клетки которого выделяются из паренхимных путём периклинальных (параллельных поверхности) делений. Феллоген образует новые клетки заполняющей ткани, увеличивая размер чечевички. К моменту окончания формирования чечевичек феллоген закладывается по всей окружности стебля и смыкается с феллогеном чечевички, так что она оказывается внутри перидермы.
Строение заполняющей ткани различается у разных растений. При этом могут чередоваться слои компактных толстостенных и рыхлых тонкостенных клеток, как у тополя и груши. У других растений все клетки заполняющей ткани не опробковевают, располагаются рыхло, а в конце вегетационного периода феллоген образует плотный многорядный слой — замыкающий слой (бузина, липа, ясень). Он препятствует вентиляции в холодное время года, а весной под давлением новых клеток разрывается, и вентиляция усиливается. Также варьируется и форма чечевичек: обычно они представляют собой мелкие бородавочки, но могут быть и ромбическими (осина, тополь), штриховидными (берёза). Форма чечевичек может использоваться для определения деревьев.
На корнях чечевичек обычно нет, но они обнаружены у сосен, растущих на болоте. При этом их образование, конечно, не связано с устьицами.
Есть растения, не имеющие чечевичек, например, виноград, жимолость, ежевика. Аэрация тканей побегов таких растений происходит за счёт ежегодного сбрасывания участков коры.

## Чечевички на других органах

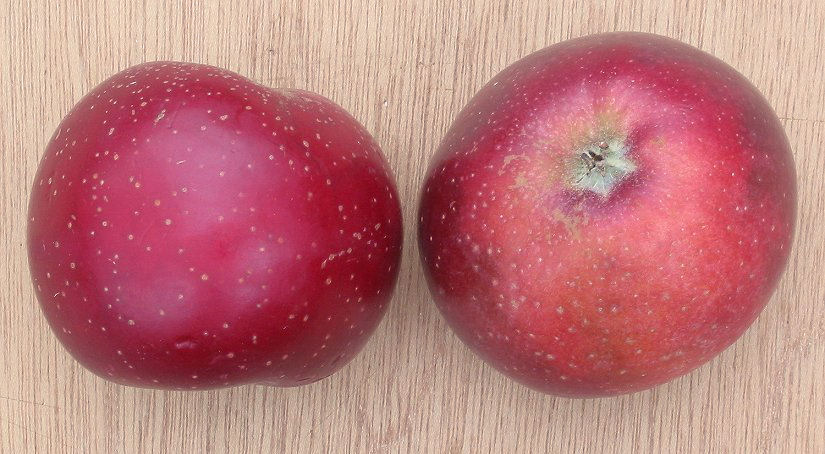
Чечевички на яблоках

Чечевички обнаруживаются на многих плодах, особенно они заметны на плодах яблони и груши. У груши обыкновенной (Pyrus communis) цвет чечевичек может служить индикатором зрелости плодов: у незрелых плодов они зелёные, но по мере созревания темнеют и приобретают коричневый цвет. Через чечевички в плоды могут проникать некоторые болезнетворные бактерии и грибы, причём нередко чувствительность к ним растёт с возрастом плода.
Также чечевички имеются и на клубнях картофеля (так как клубень представляет собой видоизменённый побег).

## Разнообразие чечевичек

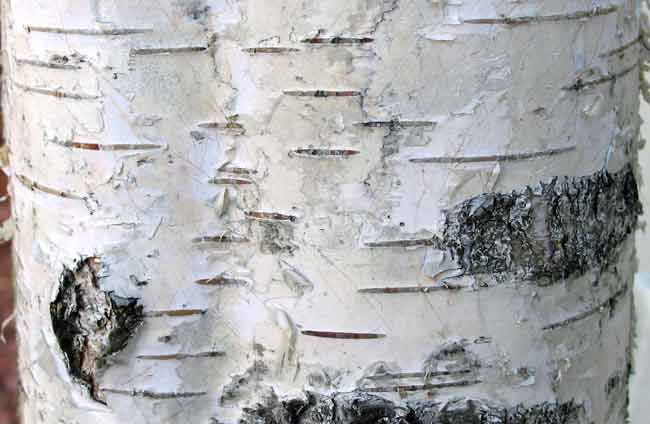
Штриховидные чечевички берёзы повислой (Betula pendula)
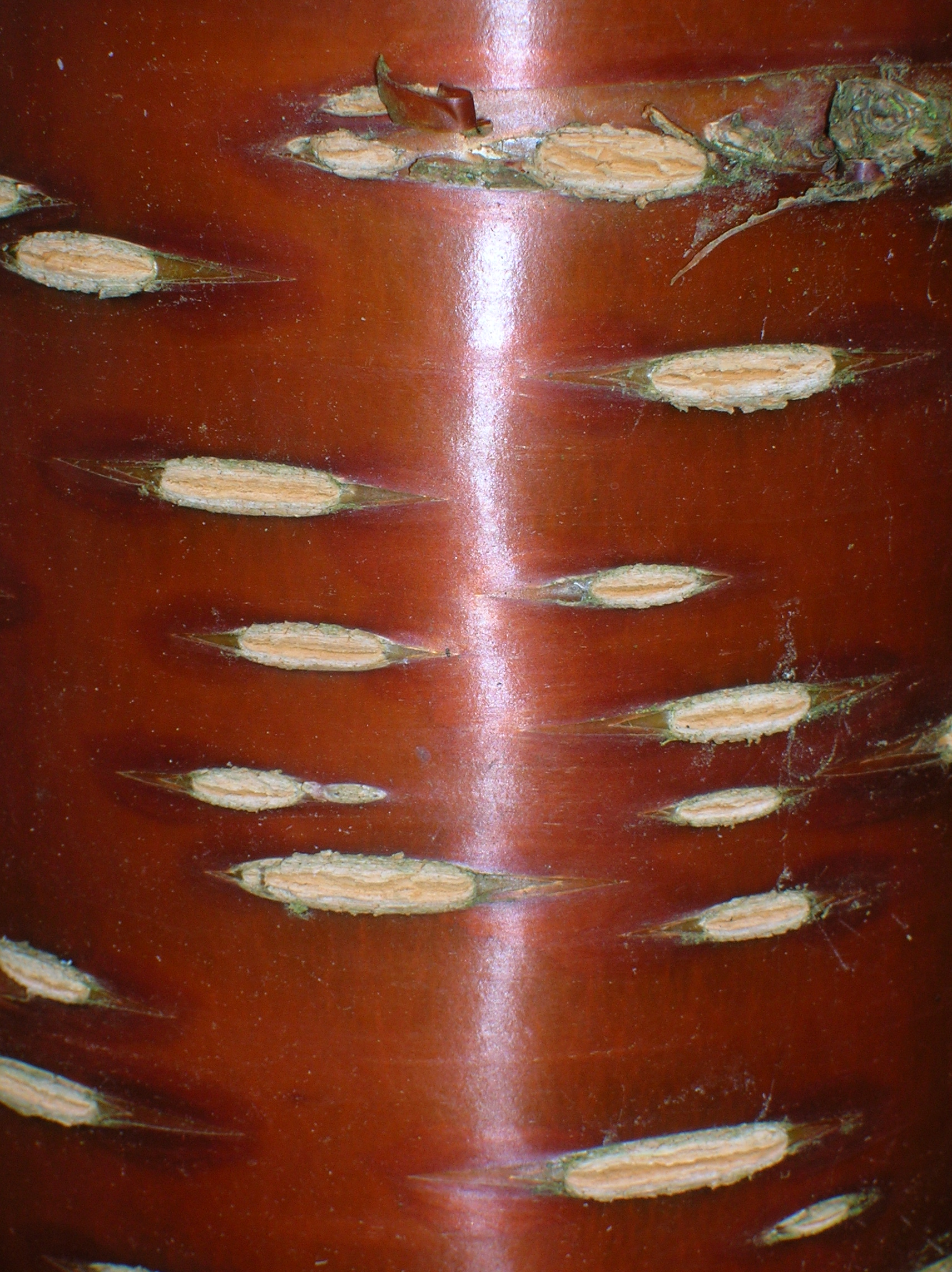
Чечевички на стволе сакуры (Prunus serrula)
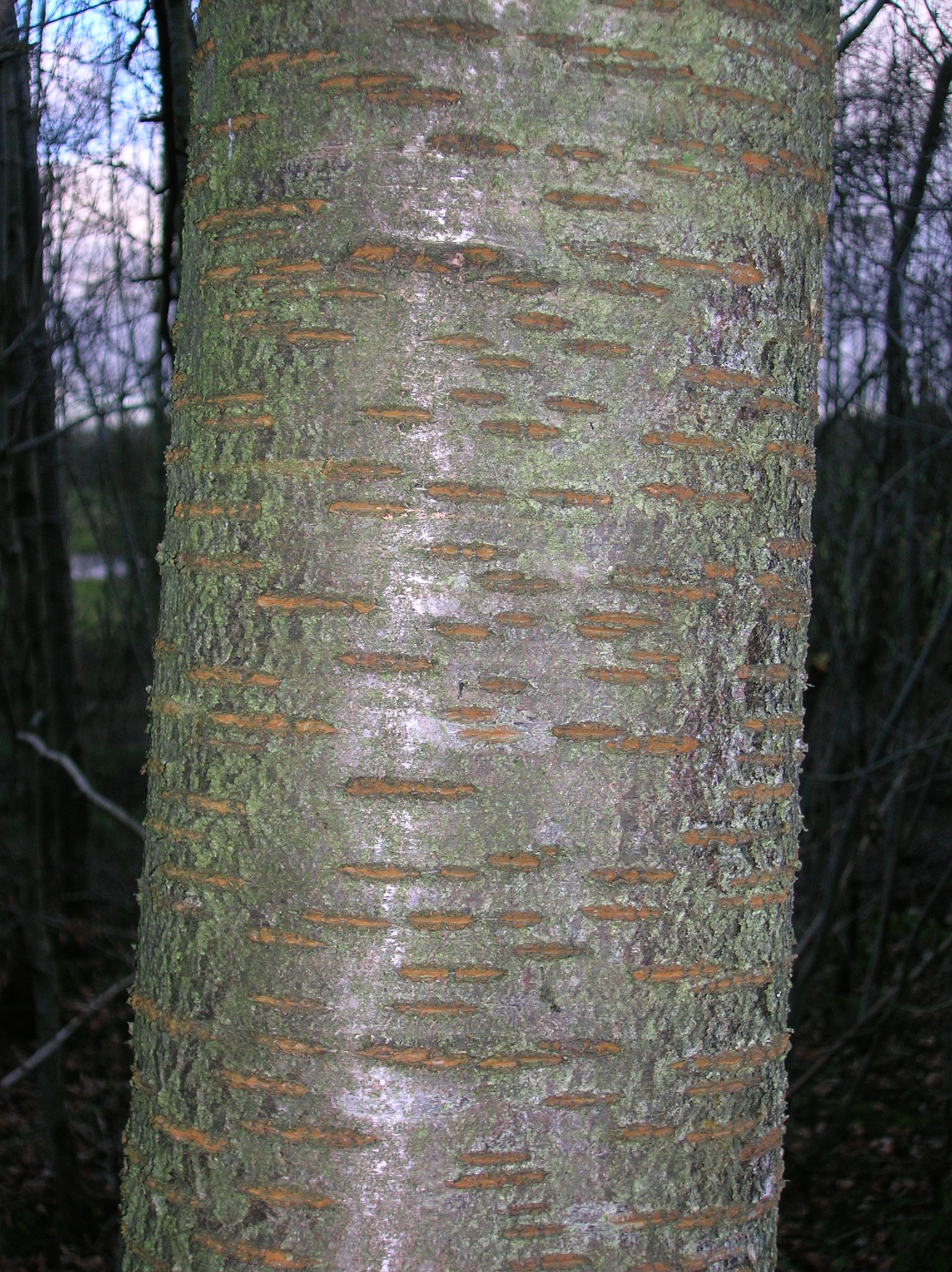
Чечевички на стволе черешни (Prunus avium)
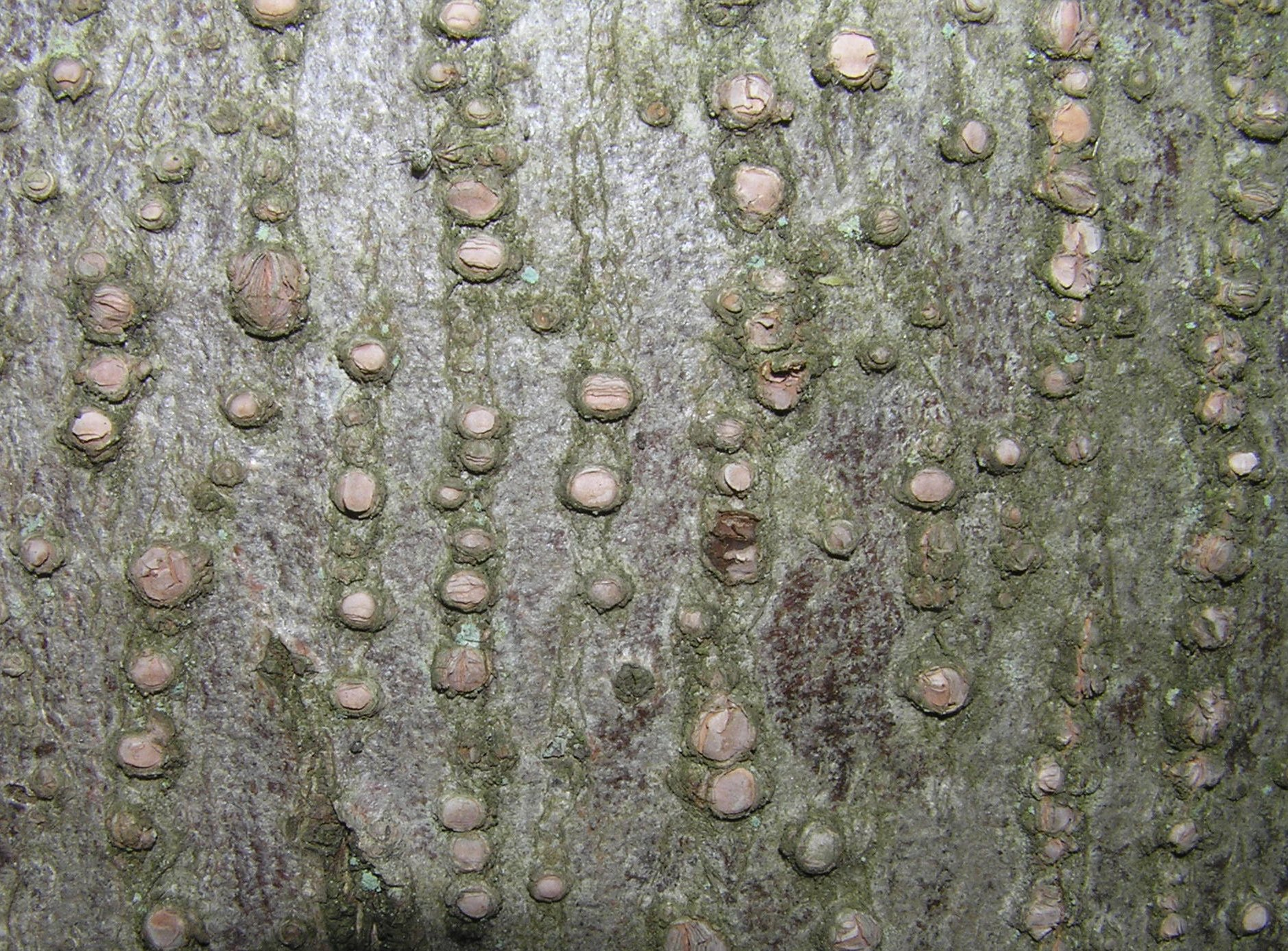
Чечевички липы сердцевидной (Tilia cordata)
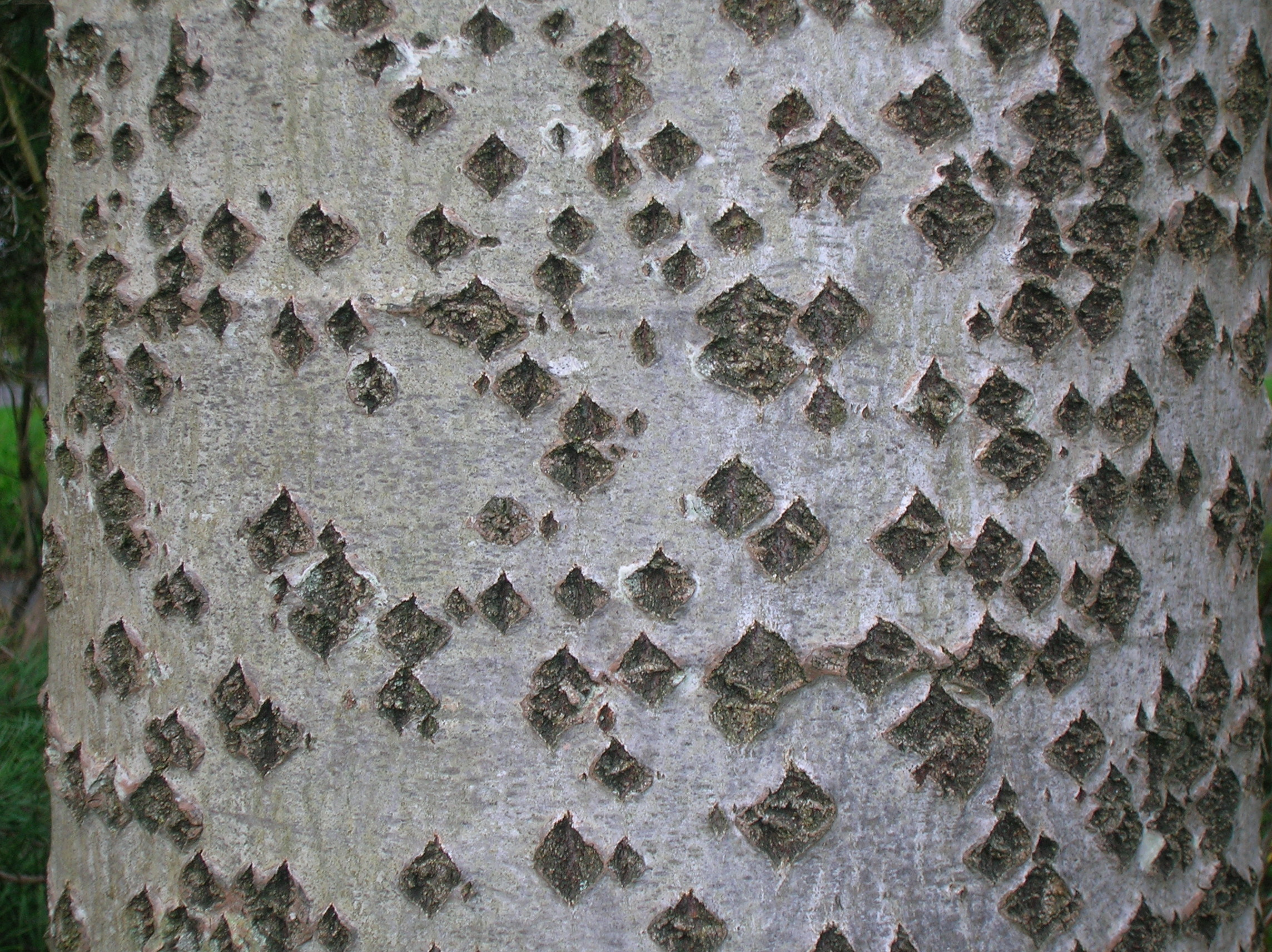
Чечевички тополя белого (Populus alba)